# Ricardo Obregón Cano
Ricardo Obregón Cano (* 4. April 1917 in Río Cuarto; † 19. Juni 2016 in Buenos Aires) war ein argentinischer Politiker (PJ). Er war Gouverneur der Provinz Córdoba vom 25. Mai 1973 bis zum 28. Februar 1974.
Obregón Cano, studierter Zahnarzt, war Weggefährte von Héctor José Cámpora, der 1973 Staatspräsident Argentiniens war. Er gehörte der militärisch-politischen Bewegung Montoneros an. Der als linker Peronist geltende Politiker wurde mit dem Putsch 1974 abgesetzt und verhaftet.